# Prywitne (obwód wołyński)
Prywitne, Świniuchy (ukr.  Привітне) – wieś na Ukrainie, w obwodzie wołyńskim, w rejonie włodzimierskim. 2001 roku liczyła 1351 mieszkańców.
Wieś została założona w 1156 roku. W II Rzeczypospolitej miejscowość była siedzibą gminy wiejskiej Świniuchy w powiecie horochowskim, w województwie wołyńskim. Przy drodze z Łokaczów do Kołpytowa.
Do 2020 w rejonie łokackim. 

## Urodzeni
- Cyprian Głowiński – ur. w Świniuchach w 1892 r., polski bibliotekarz i bibliograf, kapitan sanitarny Wojska Polskiego II RP.